# 도하 선언
도하 선언(Doha Declaration)은 세계무역기구 콘퍼런스에서 2001년 11월 14일 발표된 선언이다. 약에 관한 특허권을 둘러싼 지적재산권의 유연성을 재확인하였다.

## 역사
세계무역기구가 설립되고 난 후, 선진국과 개발도상국, 그리고 저개발국 간 무역에 관련된 협상이 이뤄졌다. 이들 중 도하 개발 라운드는 WTO 회원국 전체로 한 라운드이다. 도하 라운드가 협상에 있어서 난항을 겪는 가운데 도하 선언이 이뤄졌다.

## 같이 보기
- 도하 개발 라운드
- 무역 관련 지식재산권에 관한 협정